# Казимир Сцібор-Мархоцький

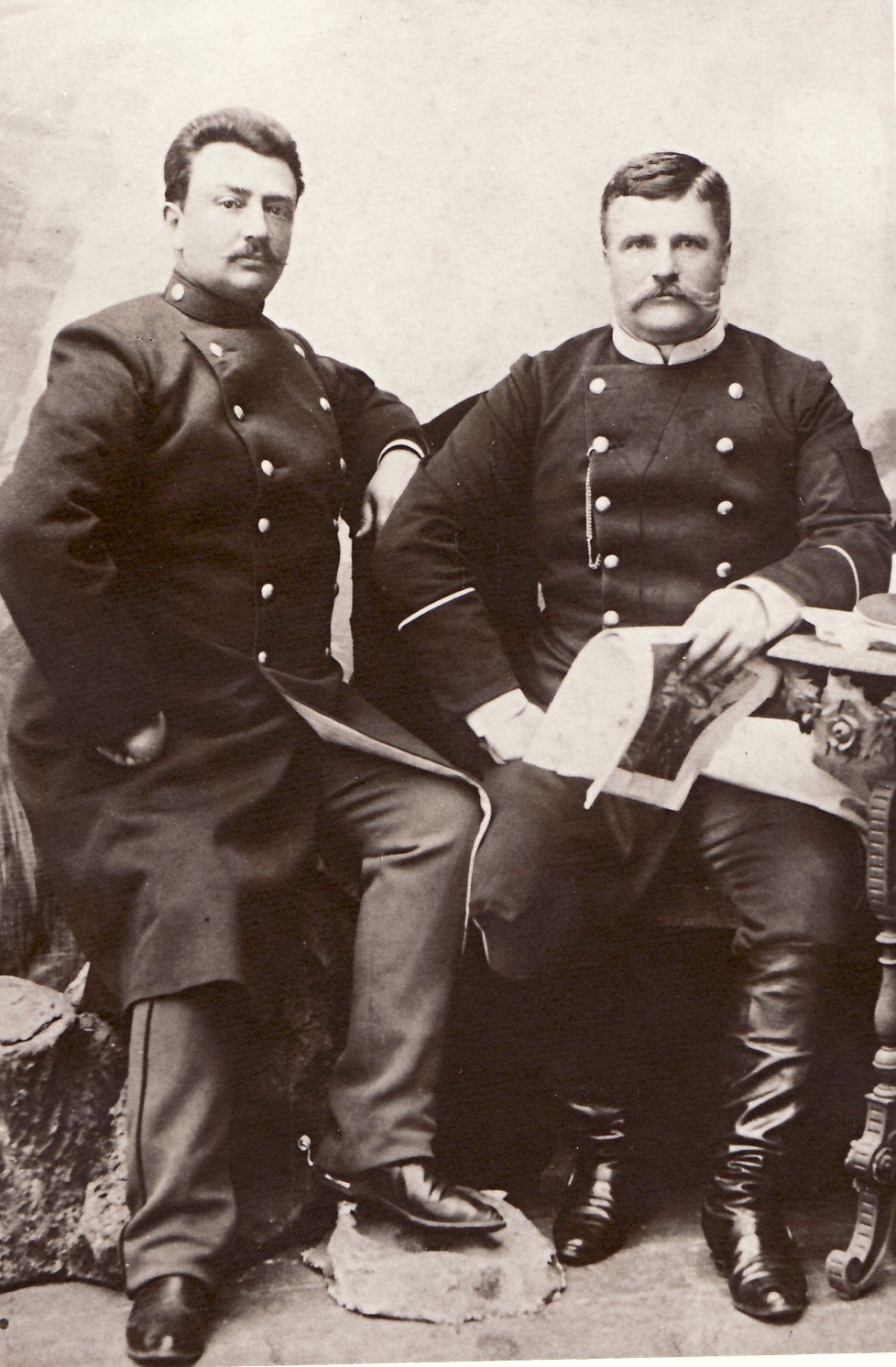
Кароль (ліворуч) та Казимир (праворуч) Сцібор-Мархоцькі (кінець 19 ст.)

Казимир Карлович Сцібор-Мархоцький (1856—1914) — граф, землевласник, нащадок родини діячів польського національного антиросійського руху в XIX—XX ст.

## Біографія

### Родина
Сцібор-Мархоцькі належали до давнього й поважного польського шляхетського роду герба Остоя, після приєднання земель Речі Посполитої до Російської імперії в кінці XVIII ст. вони зберегли шляхетський статус, титули, маєтності.
На початку XIX ст. поміщик і шляхтич Ігнасій Мархоцький (1755—1827), дід Казимира, будучи прихильником вільнодумних ідей Просвітництва, став ініціатором господарських, суспільних і релігійних реформ у своїх володіннях, відомих під назвою «Миньковецька держава» на Поділлі. Ігнасій відпускав на волю своїх кріпаків, проповідував ідеали Французької революції. За це реформатор потрапив у немилість до російської влади, і в 1822 році був позбавлений графського титулу.
Син Ігнасія Кароль Мархоцький (1794—1881), батько Казимира, став учасником та одним з очільників  польського антиросійського повстання 1830-31 року, за що його маєтності взагалі були конфісковані урядом царської Росії, а сам борець за відновлення Речі Посполитої опинився в засланні в Тобольську. У Кароля були нащадки — п'ятеро синів, одного з них, Казимира, доля привела на Маловисківщину (Кіровоградська область).

### Дитинство, юність, військова служба
Казимир Карлович Станіслав Сцібор-Мархоцький (Scibor-Marchocki) народився 26 червня 1856 року на Одещині в маєтку Любомила (Lubomiła), що був придбаний його батьком Каролем після повернення із заслання. Казимир був третьою дитиною Кароля та Елеонори Рогульської (Rogulska) (бл. 1820 — 1897), мав чотирьох братів та сестру. Ймовірно, дитинство та юність Казимира пройшли на Одещині.
У 1875 році 19-річний Казимир Мархоцький закінчив 4-ту Одеську гімназію. Потім молодий граф служив у 7-му Ольвіопольському кавалерійському полку. Брав участь У російсько-турецькій війні 1877—1878 років, вийшов у запас у чині корнета. Спочатку його батько Кароль, а потім і син Казимир звернулися в судові інстанції Росії з проханням повернути їм конфісковані раніше земельні володіння. У 1885 році маніфестом імператора Олександра III Казимиру була повернута частина маєтностей (бл. 4 тис. десятин) під Одесою та в Херсонській губернії.
У 1880-х роках він одружився з Амелією Кіткою-Соколовською (Amelja Kitka-Sokołowska). У 1886 році в подружжя народився первісток — син Ігнасій. Узагалі в цьому шлюбі Казимира та Амелії народилося троє дітей:
- Ігнасій (1886—1945)
- Люсія (1887—1911(1909)?)
- Зигмунт (1888—1916).

Це була родина багатих, освічених і культурних поляків-католиків.

### Землевласник і підприємець
В 1870-х — 1890-х роках Казимир стає власником великого земельного масиву на Єлисаветградщині, поблизу сучасного с. Оситна Новомиргородського району. Вже тоді граф проявив свої господарські здібності. Як видатний коняр, він брав участь у престижних кінних виставках і отримував нагороди за породність та якість своїх коней: в Одесі (1885) — срібна медаль, в Єлисаветграді (1895) — «Похвальний лист», у Громадській виставці російського мистецтва і промисловості в Нижньому Новгороді в 1896 році — срібна медаль у групі II «Розведення коней» тощо. У звіті цієї виставки вказується, що конезавод графа було засновано в 1870 році в Оситній (Єлисаветівці), частину коней сюди було переведено із заводу і маєтку на Одещині.
Наприкінці XIX ст. Казимир збільшив свої володіння до 5,5 тис. десятин, придбавши землі Лутковських біля сіл Алєксєєвка (сучасне с. Лутківка, яке в кінці XIX ст. було містечком) та с. Мануйлівка Маловисківського р-ну. За деякими відомостями ці землі були посагом чи спадщиною його дружини Амалії Соколовської. Крім того, на 1899 рік графиня Амалія-Марія Леопольдівна, дружина Казимира, зареєстрована як власниця 1004 десятин землі та кінного заводу біля с. Оситна, а біля с. Лозуватка 1423 десятини, млини, ставки та худоба належали графині Людгарді Казимирівні.
Маєтності графа Мархоцького біля Алєксєєвки були такими значними, що потрапили в солідне офіційне видання авторства відомого російського географа Семенова-Тянь-Шанського «Росія. Повний географічний опис нашої Вітчизни» 1910 року. Тут вказувалося, що загальна площа маєтку графа К. К. Сцібор-Мархоцького, розбитого на 4 економії, сягала 5½ тис. десятин. Діяла трипільна система польового господарства з дуже розвиненими посівами пшениці як озимої, так і ярої (до 3000 десятин). У господарстві був завод чистокровних англійських коней із продажем частини приплоду в кавалерійський ремонт і приватним особам, а також племінне стадо сірої українські великої рогатої худоби (волів, корів) і велике стадо каракульських овець. Також у господарстві працювало кілька мукомольних млинів: 1 водяний, 2 з паровими двигунами і вітряні.
Мав на своїх землях граф і житлові приміщення — розкішні будинки в Алєксєєвці (Лутковці) та в Мануйлівці (за радянських часів використовувалось під масло- та консервний завод). У 1913 році фоторепортаж про Алєксєєвський будинок Мархоцьких потрапив на сторінки варшавського часопису «Ілюстроване село». Тут можна побачити членів родини, оригінальний зовнішній вигляд будинку, інтер'єр розкішних кімнат. Місцеві старожили розповідали, як тут росли та розважалися діти графа: хлопчики ганяли на маленьких велосипедах по довгій заскленій терасі біля маєтку.
У 1886 р. граф Казимир дає кошти на допомогу полякам (в Ślązku, «на польську справу») в сумі 24,5 злотих (гульденів), тобто фінансово підтримує польський національний рух. Це було сміливо, зважаючи на те, що його предки були жорстко покарані за антиросійську діяльність.
Зовсім іншим постає успішний граф-господарник у цінних спогадах тоді бідного наймита зі Злинки Андрія Дуженка, які нещодавно були опубліковані краєзнавицею О. Головановою. У 1906 році, під час косовиці на полях Мархоцьких у Лозуватці, юнак мав необачність зайти на поле та не зняти картуза перед графом, що проїжджав дорогою. Відразу ж почув грубий окрик на свою адресу: «А ото що за гиндик ходе по пшениці! На межу його!». Після цього прикажчик вигнав хлопця й не дав роботи. Дуженко розповідає про грубе і зневажливе ставлення Казимира до алєксєєвських селян, які приходили до нього з якимись проханнями. Також тоді молодий злинчанин-батрак спостерігав прояви хворобливої забобонності графа, який міг побити людину навіть за невчасно перейдену дорогу перед його екіпажем.

### Банкрутство та загибель у боях Першої світової війни
На початку XX ст. у Мархоцьких почалися господарські й фінансові проблеми. Була розорена дружина Казимира Амелія Мархоцька, а причетним до цього був тодішній міський голова повітового Єлисаветграда Микола Іванов. 29 серпня 1907 року в єлисаветградському ресторані Коваленка Казимир влаштував із «мером» бійку. Цей інцидент потрапив до повітової газети під назвою «Кулачна розправа». Далі запальний, нестриманий граф Казимир стає постійним персонажем скандальної хроніки в єлисаветградській газеті «Голос юга». Наприклад, у березні 1908 року суд у Єлисаветграді мав слухати справу про «порушення громадської тиші» графом. А в грудні 1908-го він обстріляв на поштовій дорозі, що проходила з Новомиргорода до Великої Виски, казенний поштовий екіпаж. Восени 1909 року Казимир, який носив при собі револьвера та шпагу, накинувся з ними на випадкового пасажира залізничної станції Шестаківка за куріння сигари в її приміщенні.

У серпні 1909 року в родині Мархоцьких сталися трагічні події, про що написала щоденна загальноросійська газета «Русское слово» в розділі «самогубства»:
В семье гр. Стибор-Мархоцкого, проживающей в имении Стиборах, разыгралась ужасная драма: застрелились дочь и племянник графа. По слухам, причина этого двойного самоубийства — несогласие родителей на брак молодых людей.
Ймовірно, сталося це саме в Алєксєєвці (Лутківці) чи Мануйлівці, а згадані коханці — то 20-річний племінник Казимира Кароль Альбертович Мархоцький та 22-річна донька Люсія.
У 1910 році досить успішна господарська діяльність Казимира Мархоцького зазнала краху. В газеті «Офіційний Київ» («Dziennik Kijowski», виходила польською мовою) 10 квітня було оголошено про банкрутство графа Казимира із зобов'язанням у мільйон рублів. У лютому 1911 року в  маєтку Стібори (в с. Олексієвка (Лутківка) або в с.Мануйлівка)  граф мав сутичку з адвокатом кредиторів. У процесі банкрутства Мархоцькі частину маєтностей втратили, але будинок і конезавод залишились у родині.
Початок Першої світової війни в 1914 році драматично завершив долю графа Казимира. Як доброволець, він записався в російську армію, потрапив на фронт, але загинув під час бойових дій у Рипіні (нині місто в центральній Польщі, адміністративний центр Рипінського повіту Куявсько-Поморського воєводства) - помер від "розриву серця"   1 листопада (за старим стилем) цього ж року. Очевидно, там він і похоронений.
Казимир був настільки видатною фігурою в польському середовищі, що львівська газета «Слово польське» від 3 грудня 1914 року опублікувала некролог на честь загиблого. У ньому наголошувалося, що убитий граф був нащадком ліберала Ігнасія, сином борця за польську справу Кароля — захисника засланців, знайомий Адама Міцкевича. Сам Казимир характеризується тут як «людина з великим і добрим серцем, як добрий господар Алєксєєвських земель, щедрий сусід, видатний коняр, сильна людина, що зазнавала ударів долі». Зазначалося, що граф проявив лицарський дух, пішовши на фронт воювати за Росію, і загинув як лицар під Рипіном.
По смерті у нього залишилася дружина Амелія, син Зигмунт (помер у 1916 році у віці близько 28 років). Син Ігнасій (помер у 1945-му у віці близько 59 років у Польщі).

### Доля Алєксєєвських (Лутківських) маєтностей у XX столітті
Улітку буремного 1919 року на маєток Мархоцьких здійснила напад банда місцевих селян, убивши управляючого Тлуховського, а місцеві жителі розтягнули майно економії. Залишки Алєксєєвського будинку Казимира були остаточно зруйновані вибухівкою під час Другої світової війни. Землі графа були розділені між місцевими селянами більшовицькою владою на початку 1920-х років. Будинок Мархоцьких у с. Мануйлівка за перших років радянської влади використовувався як сільський клуб. У 1931—1933 роках тут було розміщено маслозавод, який діяв до середини 1960-х років. Близько 1965 року в приміщенні колишнього маєтку розмістився Мануйлівський консервний завод, який у 1980-х припинив діяльність, а історична споруда згодом була повністю зруйнована.